# Marquage des routes en milieu urbain en France
Le marquage des routes en milieu urbain permet de délimiter les voies de circulation afin de mieux utiliser l'espace roulable en canalisant le trafic.

## Modalités de choix
La nature et le nombre des marques à utiliser sont à déterminer à partir des objectifs de gestion de la circulation en relation avec le type de trafic et la largeur d'emprise disponible.
Dans le cas d'entrées ou de traverses d'agglomération, leur mise en place peut également aider l'usager à mieux percevoir les changements des règles de circulation.
Le marquage dans les traverses d'agglomération doit être compatible avec les mesures de police prises par l'autorité municipale concernant les règles de circulation et de stationnement.

## Types de marques utilisées
Les marques utilisées sont des lignes continues ou discontinues de type T1, T’1, T'2 ou T3.

Lignes discontinues de type T1

Lignes discontinues de type T’1

Lignes discontinues de type T3

## Accès des riverains
Pour permettre l'accès direct aux propriétés riveraines, une ligne longitudinale continue, axiale ou de délimitation des voies, peut être interrompue ou doublée par une ligne discontinue de la manière suivante :
- lorsque la traversée de la chaussée est autorisée dans les deux sens, la ligne longitudinale continue est interrompue sur une longueur de 2,50m environ par une ligne T'2 de largeur 2u ;
- lorsque la traversée de la chaussée n'est autorisée que dans un seul sens, la ligne longitudinale continue est doublée sur une longueur de 2,50m environ par une ligne T'2 de largeur 2u, implantée du côté de la voie à partir de laquelle la traversée est autorisée.

Accès riverain

## Section courante hors point singulier
En section courante, hors point singulier, la ligne axiale discontinue de guidage et les lignes discontinues de délimitation des voies sont du type T1, T’1 ou T3 et de largeur 2u (article 113.2) selon les contraintes d'exploitation.